# (13908) Wölbern
(13908) Wölbern ist ein Asteroid des inneren Hauptgürtels, der am 2. September 1978 vom schwedischen Astronomen Claes-Ingvar Lagerkvist am La-Silla-Observatorium entdeckt wurde. 
Benannt wurde der Asteroid nach dem deutschen Geophysiker Ingo Wölbern.